# Johnny Acosta
Johnny Acosta Zamora (ur. 21 lipca 1983 w Quesadzie) – kostarykański piłkarz występujący na pozycji obrońcy. Zawodnik kolumbijskiego klubu Rionegro Águilas.

## Kariera klubowa
Acosta zawodową karierę rozpoczął w 2003 w zespole Santos de Guápiles z Primera División de Costa Rica. W 2008 spadł z nim do Segunda División de Costa Rica, ale w 2009 wrócił do Primera División. W Santos spędził 4 lata. W 2010 przeszedł do LD Alajuelense, także grającego w Primera División. W 2011 zdobył z nim mistrzostwo fazy Verano.

## Kariera reprezentacyjna
W reprezentacji Kostaryki Acosta zadebiutował 30 marca 2011 zremisowanym 0:0 towarzyskim meczu z Argentyną. W tym samym roku został powołany do kadry na Złoty Puchar CONCACAF, zakończony przez Kostarykę na ćwierćfinale. Zagrał na nim w meczach z Kubą (5:0), Salwadorem (1:1), Meksykiem (1:4) i Hondurasem (1:1, 2:4 w rzutach karnych).
W 2011 Acosta wziął również udział w Copa América. Na tamtym turnieju, zakończonym przez Kostarykę na fazie grupowej, wystąpił w spotkaniach z Kolumbią (0:1), Boliwią (2:0) i Argentyną (0:3).
W maju 2018 został mianowany do kadry Kostaryki na Mistrzostwa Świata w Piłce Nożnej 2018 w Rosji.